# Josep Graner
Josep Graner i Prat (Caserras, 1844 - ibídem, 1930) fue un maestro de obras español.

## Trayectoria
Se tituló maestro de obras en 1872. Evolucionó desde un cierto clasicismo hacia un estilo ornamental de corte modernista. Trabajó en Barcelona, Moncada y Reixach, San Juan Despí, Sitges y La Garriga.
Su obra más relevante es la casa Fajol, también llamada de la "Mariposa" (en catalán: Casa de la Papallona), en la calle Llançà 20 de Barcelona, realizada en 1912. Es un edificio de planta baja y cinco pisos, de líneas bastante sencillas, que destaca sin embargo por su remate superior, con un trencadís de cerámica en forma de mariposa.

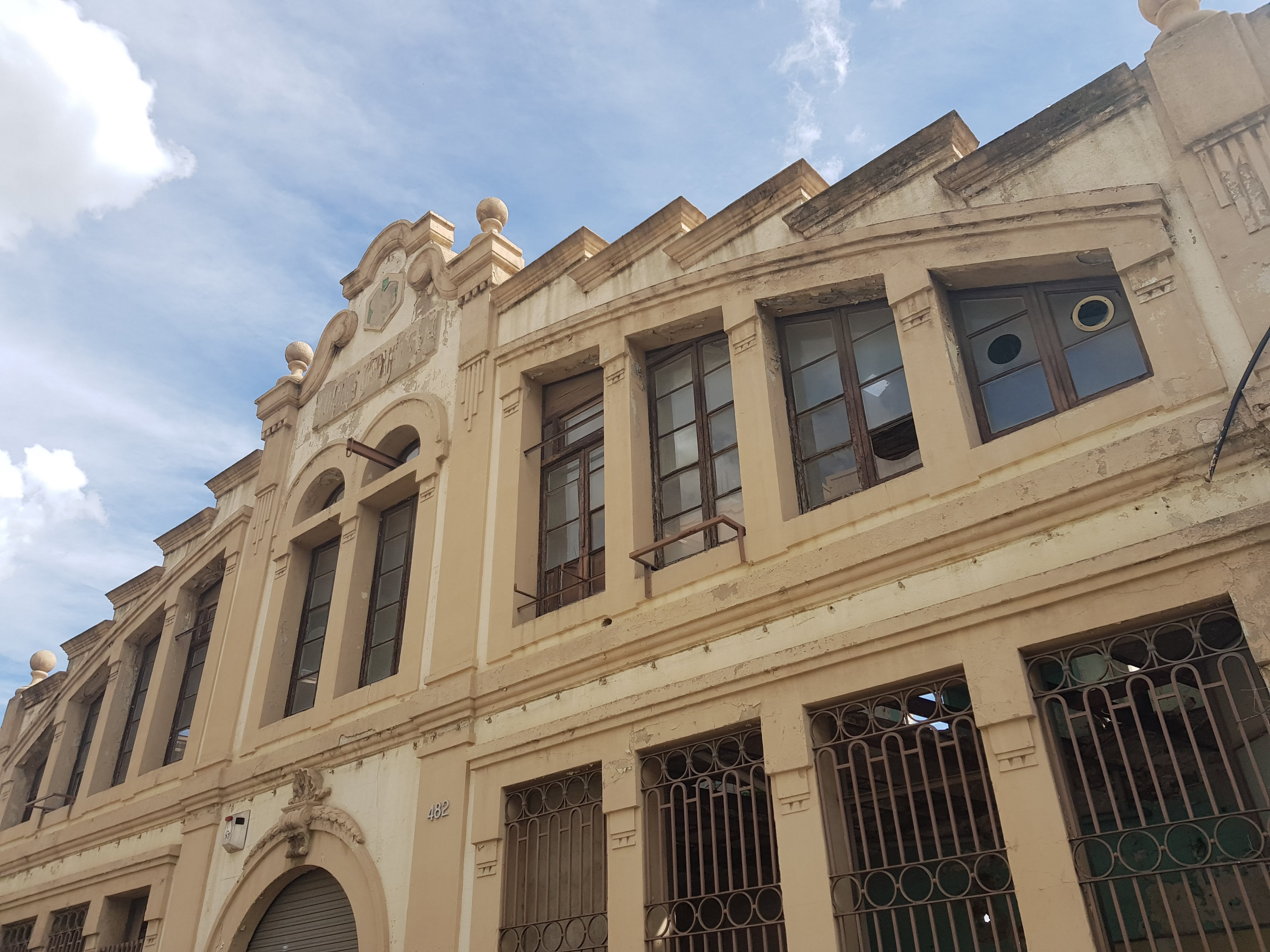
Fábrica Colores Hispania

Otras obras suyas son: las casas Sagristà y Sabata (C/ Enrique Granados 96 y 98, 1900); la casa Ferrusola, en Barcelona (C/ París 178, 1904-1905); la casa Forn en Barcelona (C/ Aribau 153, 1905); las casas Pascual Coll en Barcelona (Gran Vía de las Cortes Catalanas, 457, 458 y 460, 1906-1908); la casa Montané, en la carretera de Barcelona a Calafell (1907); la casa para Jacinto Vall i Grau (C\ Pujades 191, 1909); la casa Catasús y la casa Montserrat en Sitges (paseo Bernardo Fernández 8 y 15, 1915); la casa Rovira en San Juan Despí (C/ Jacint Verdaguer 27, 1926), decorada por Josep Maria Jujol; y la fábrica de Colores Hispania (C/ Pedro IV 482, Pueblo Nuevo), construida en 1923 para Emilio Heydrich y Socios.